# Potenciació per anticossos de la infecció

Esquema de potenciació per anticossos d'una infecció per un virus

La potenciació de la infecció dependent d'anticossos (o ADE de l'anglès Antibody-Dependent Enhancement) o potenciació per anticossos de la infecció és un fenomen en què la unió d'un virus a anticossos subòptims millora l'entrada del virus a les cèl·lules hostes, seguida de la seva (lògica) replicació. Els anticossos antivírics afavoreixen la infecció vírica de les cèl·lules immunitàries objectiu mitjançant l'explotació de la via fagocítica (gràcies als receptors Fc o RFc, i concretament, els RFcγ) o del complement. Després de la interacció amb el virus, l'anticòs s'uneix als RFc expressats en determinades cèl·lules immunitàries o en algunes de les proteïnes del complement. L'RFcγ s'uneix a l'anticòs mitjançant la seva regió cristal·litzable del fragment (Fc). Normalment, el procés de fagocitosi s'acompanya de la degradació del virus, però, si el virus no es neutralitza per l'acció de l'anticòs (ja sigui a causa de la baixa afinitat o de l'orientació cap a un epítop no neutralitzant), la unió d'anticossos pot provocar una evasió del virus i, per tant, la potenciació de la infecció. Per tant, la fagocitosi pot causar replicació vírica, amb la posterior mort de cèl·lules immunitàries. El virus “enganya” el procés de fagocitosi de les cèl·lules immunitàries i utilitza els anticossos de l'hoste com a cavall de Troia. L'ADE pot produir-se a causa de la característica no neutralitzant de l'anticòs, que s'uneix a epítops vírics diferents dels implicats en la seva fixació i entrada a les cèl·lules hostes. L'ADE també pot produir-se a causa de la presència de concentracions sub-neutralitzants d'anticossos (que s'uneixen a epítops vírics per sota del llindar de neutralització). A més, es pot induir ADE quan la força de la interacció anticòs-antigen està per sota d'un llindar determinat. Aquest fenomen pot conduir a un augment de la infectivitat i la virulència del virus. Els virus que poden causar ADE sovint comparteixen algunes característiques comunes com la diversitat antigènica, la capacitat de replicar-se i establir la persistència a les cèl·lules immunitàries. L'ADE pot aparèixer durant el desenvolupament d'una infecció vírica primària o secundària, així com després de la vacunació. S'ha observat principalment amb virus d'ARN monocatenari positiu. Entre ells es troben els flavivirus com el virus del dengue, el virus de la febre groga, el virus Zika, els coronavirus, inclosos els alfa i betacoronavirus, els ortomixovirus com la grip, els retrovirus com el VIH, i ortopneumovirus com el VSRH.
El mecanisme que implica la fagocitosi de complexos immunitaris mitjançant el receptor FcγRII / CD32 s'entén millor en comparació amb la via del receptor del complement. Les cèl·lules que expressen aquest receptor estan representades per monòcits, macròfags, algunes categories de cèl·lules dendrítiques i limfòcits B. L'ADE està mediada principalment per anticossos IgG, no obstant això, els IgM juntament amb el complement, i els anticossos IgA també han demostrat ser ADE desencadenants.
L'ADE pot causar una potenciació de la malaltia respiratòria i una lesió pulmonar aguda després d'una infecció respiratòria per virus amb signes d'infiltració monocítica i un excés d'eosinòfils a les vies respiratòries. L'ADE juntament amb els mecanismes dependents dels limfòcits T col·laboradors tipus 2 poden contribuir al desenvolupament de la potenciació de la malaltia associada a la vacuna (VADE), que no es limita a les malalties respiratòries. Alguns candidats a la vacuna dirigits als coronavirus, el VSRH i el virus del dengue van provocar VADE, i van finalitzar el seu desenvolupament o es van aprovar per utilitzar-los només per a pacients que hagin tingut aquests virus abans.